# Гонсалес, Фернандо
Фернандо Франсиско Гонсалес Сиуффарди (исп. Fernando Francisco González Ciuffardi; род. 29 июля 1980 года в Сантьяго, Чили) — чилийский теннисист, один из двух олимпийских чемпионов в истории Чили. Финалист одного турнира Большого шлема в одиночном разряде (Australian Open-2007); победитель 14 турниров ATP (11 — в одиночном разряде); бывшая пятая ракетка мира в одиночном разряде.
Победитель одного юниорского турнира Большого шлема в одиночном разряде (Roland Garros-1998); победитель двух юниорских турниров Большого шлема в парном разряде (US Open-1997, Roland Garros-1998).

## Общая информация
Отец Фернандо — бывший менеджер на мельнице в Сантьяго, сейчас помогает сыну с бизнесом в Южной Америке. Мать Патриция — по национальности итальянка, является домохозяйкой. У чилийца есть две сестры: старшая — Патрисия и младшая — Джессику.
Фернандо Гонсалес — универсальный игрок без очевидных слабых мест, хотя и предпочитавший игру на задней линии. Главный козырь в игре чилийца — хорошая подача и мощный удар справа.
Знаменосец сборной Чили на открытии летней Олимпиады в Пекине и единственный чилиец, выигравший медаль на той Олимпиаде.
Инвентарь
Одежда и обувь — Adidas. Ракетка — Babolat Pure Storm Team.

## Спортивная карьера
Начало карьеры
На юниорском уровне Гонсалес смог выиграть Открытый чемпионат США в 1997 году в парном разряде (с Николасом Массу) и Открытый чемпионат Франции в 1998 году в одиночном и парном (с Хосе де Армасом) разрядах. По итогам 1998 года в юниорском рейтинге занял 4-е место в одиночном и 2-е место в парном. Также в конце 1998 года выиграл первый «фьючерс».
Профессиональную карьеру начал в 1999 году. Первым турниром в туре ATP становится Вашингтон. В первой же встрече на таком уровне он переиграл Ивана Любичича 1-6, 6-3, 6-4 и вышел во второй раунд. Уже через год в мае 2000 года на турнире в Орландо он выигрывает свой первый титул ATP. В финале он встретился со своим соотечественником Николасом Массу, которого обыграл со счётом 6-2, 6-3. Этот финал стал первым «чилийским финалом» с 1982 года. В том же сезоне дебютировал в основных соревнованиях на турнире серии Большого шлема. Произошло это на Открытом чемпионате США, где он вышел во второй раунд. В 2001 году впервые выступил в основных соревнованиях Открытого чемпионата Австралии, но проиграл в первом же раунде. На Открытом чемпионате Франции первым результатом становится выход во второй раунд.
Несмотря на быстрый титул в 2000 году, в первую сотню в рейтинге он пробился только в январе 2002 года. Произошло это после того как он, будучи № 140 в рейтинге, вышел в четвёртый раунд Открытого чемпионата Австралии. В итоге он поднялся после турнира на 94-е место. Затем в середине феврале он поднимается на 61-е место после победы на турнире у себя на родине в Винья-дель-Маре. В финале Гонсалес переиграл Николаса Лапентти 6-3, 6-7(5), 7-6(4). В мае на серии Мастерс в Риме впервые выиграл у теннисиста из первой десятки (в первом раунде у Тима Хенмена 3-6, 7-6(5), 6-0) На Открытом чемпионате Франции вышел в третий раунд, а на дебютном для себя Уимблдонском турнире до второго. В августе на Мастерсе в Цинциннати смог выйти в полуфинал, обыграв по пути № 4 Тима Хенмана 7-6(3), 6-2 и № 9 Энди Роддика 7-6(4), 7-6(6). В борьбе за выход в финал он встретился с действующим № 1 в мире Ллейтоном Хьюиттом и уступил 7-6(3), 5-7, 2-6. На Открытом чемпионате США ему впервые удалось пробиться в четвертьфинал (в третьем раунд был переигран № 7 в рейтинге Хуан Карлос Ферреро 6-4, 6-4, 6-4. В сентябре выигрывает третий титул ATP на турнире в Палермо. Его соперником по финалу был Хосе Акасусо. В октябре в полуфинале турнира в Базеле он ещё раз выигрывает у Ферреро (6-4, 4-6, 6-1) и выходит в финал, где уступает Давиду Налбандяну (4-6, 3-6, 2-6). За сезон ему удалось совершить прорыв и подняться на 121 позицию вверх, заняв по итогам года 18-ю строчку.
В 2003 году первый раз вышел в четвертьфинал в феврале в Акапулько, затем в апреле в Эшториле и в мае на Мастерсе в Гамбурге, обыграв № 1 в мире Ллейтона Хьюитта 6-1, 3-6, 6-0. Так же в мае в составе Чили выиграл Командный кубок мира. На Открытом чемпионате Франции выходит в четвертьфинал, где уступает Хуану Карлосу Ферреро в пяти сетах (1-6, 6-3, 1-6, 7-5, 4-6). В июле вышел в полуфинал турнира в Штутгарте и четвертьфинал в Умаге. Затем выходит в финал в Вашингтоне. Для этого в полуфинале он смог обыграть № 1 на тот момент в рейтинге американца Андре Агасси 3-6, 6-4, 7-6(5). В решающем матче за титул Фернандо Гонсалес уступает Тиму Хенмену 3-6, 4-6. В начале октябре сыграл ещё один финал на турнире в Меце, где проиграл Арно Клеману.
2004-06
В феврале 2004 года во второй раз побеждает на турнире в Винья-дель-Маре. В марте на Мастерсе в Майами смог выйти в полуфинал. Как и год назад, он помогает Чили выиграть Командный кубок мира, проводившийся в Дюссельдорфе. В июле выходит в полуфинал в Бостаде и в финал в Амерсфорте. В августе его ждали грандиозный успех и признание у себя на родине. Выступая в парном разряде на Летних Олимпийских играх в Афинах, Гонсалес вместе со своим партнёром Николасом Массу сумел выиграть первую золотую награду за всю историю выступления Чили на Олимпиадах. За день до этого финала он также смог выиграть и бронзовую награду в одиночном разряде в упорнейшей борьбе, одолев Тейлора Дента, а его партнёр по победе в парном разряде Николас Массу смог стать олимпийским чемпионом и в одиночном.
История выступления на Олимпийском турнире 2004 года
| Стадия            | Соперник (посев)        | Рейтинг | Счёт            |
| 1 круг            | Константинос Икономидис | 235     | 7-6(6), 6-2     |
| 2 круг            | Ли Хён Тхэк             | 76      | 7-5, 6-2        |
| 3 круг            | Энди Роддик (2)         | 2       | 6-4, 6-4        |
| 1/4               | Себастьян Грожан (8)    | 12      | 6-2, 2-6, 6-4   |
| 1/2               | Марди Фиш               | 35      | 6-3, 3-6, 4-6   |
| Матч за 3-е место | Тейлор Дент             | 28      | 6-4, 2-6, 16-14 |

| Стадия | Соперники (посев)                | Рейтинг | Счёт                       |
| 1 круг | Марк Мерклейн Марк Ноулз         | 7 / 59  | 7-5, 6-4                   |
| 2 круг | Мартин Родригес Гастон Этлис (6) | 20 / 16 | 6-3, 7-6(2)                |
| 1/4    | Боб Брайан Майк Брайан (1)       | 3 / 3   | 7-5, 6-4                   |
| 1/2    | Марио Анчич Иван Любичич         | 74 / 99 | 7-5, 4-6, 6-4              |
| Финал  | Николас Кифер Райнер Шуттлер     | 71 / 56 | 6-2, 4-6, 3-6, 7-6(7), 6-4 |

В начале сезона 2005 года выиграл турнир в Окленде. Этот титул стал пятым в его карьере и первым на кортах с покрытием хард. На турнире в Винья-дель-Маре вышел в финал, но уступил его Гастону Гаудио 3-6, 4-6 и не защищает свой прошлогодний титул. На Уимблдонском турнире 2005 года смог дойти до четвертьфинала, где проиграл будущему чемпиону Роджеру Федереру. В июле выигрывает турнир в Амерсфорте. В октябре на турнире серии Мастерс в Мадриде вышел в четвертьфинал, а после завоевал титул, выступая на турнире в Базеле. Поехав на Итоговый турнир ATP вторым запасным и 13-м на тот момент в мире, в итоге из-за черёд травм смог сыграть по ходу турнира две встречи. Выиграв на Итоговом турнире один матч у Мариано Пуэрта, он стал первым чилийцем, кому покорилось это достижение.
В апреле 2006 года сумел выйти в полуфинал Мастерса в Монте-Карло, а в Риме в четвертьфинал. Это позволило ему стать вторым чилийцем (после Марсело Риоса, кто смог войти в первую десятку мирового рейтинга. В августе он выходит в полуфинал Мастерсов в Торонто и Цинциннати. В октябре выходит в финал турнира в Вене, выиграв по пути двух теннисистов из первой десятки Давида Налбандяна и Энди Роддика. В решающем матче он уступил Ивану Любичичу. Затем в финал он смог выйти на Мастерсе в Мадриде, победив том числе Новака Джоковича и Томаша Бердыха. В финале он проигрывает Роджеру Федереру 5-7, 1-6, 0-6. После этого ему удаётся выйти в третий финал подряд. Произошло это в Базеле, где в решающем матче он вновь уступает Федереру 3-6, 2-6, 6-7(3). По итогам сезона он финишировал на 10-м месте.
2007-08
Очень успешно начался для Гонсалеса сезон 2007 года. На Открытом чемпионате Австралии ему впервые удалось выйти в финал. Также он стал первым чилийцем, кому покорилось это достижение. В четвертьфинале он в трёх сетах обыграл Рафаэля Надаля № 2 в мировом рейтинге, но в финале всё же уступил № 1 Роджеру Федереру. После турнира Фернандо поднимается в рейтинге на высшую в своей карьере 5-ю позицию.
| Стадия | Соперник (посев)       | Рейтинг | Счёт                                  | Время матча |
| 1 круг | Евгений Королев        | 87      | 6-7(4), 7-6(6), 6-3, 6-2              | 2 ч 25 мин  |
| 2 круг | Хуан Мартин дель Потро | 73      | 7-6(7), 4-6, 6-7(3), 6-4, 4-0 — отказ | 3 ч 26 мин  |
| 3 круг | Ллейтон Хьюитт (19)    | 19      | 6-2, 6-2, 5-7, 6-4                    | 2 ч 40 мин  |
| 4 круг | Джеймс Блейк (5)       | 5       | 7-5, 6-4, 7-6(4)                      | 2 ч 6 мин   |
| 1/4    | Рафаэль Надаль (2)     | 2       | 6-2, 6-4, 6-3                         | 2 ч 5 мин   |
| 1/2    | Томми Хаас (12)        | 12      | 6-1, 6-3, 6-1                         | 1 ч 31 мин  |
| Финал  | Роджер Федерер (1)     | 1       | 6-7(2), 4-6, 4-6                      | 2 ч 20 мин  |

Следующий раз в финал турнира ATP в этом сезоне Гонсалес попадает в мае на Мастерсе в Риме, где уступает Рафаэлю Надалю 2-6, 2-6. Наконец-то выиграть титул ему удаётся на турнире в Пекине в сентябре 2007 года. В финале он обыграл испанца Томми Робредо 6-1, 3-6, 6-1. В концовке сезона на Итоговом турнире он в первой же встрече обыграл № 1 в мире Роджера Федерера 3-6, 7-6(1), 7-5, но, проиграв две следующих встречи Энди Роддику и Николаю Давыденко, покидает турнир. В итоговом рейтинге он занимает 7-ю строчку, что для него явилось высшим достижением в карьере.
В начале сезона 2008 года Гонсалес не смог защитить свои высокие рейтинговые очки после прошлогоднего финала Открытого чемпионата Австралии. В этом сезоне он выбыл уже в третьем раунде и выбыл из первой двадцатки. В феврале в третий раз выигрывает турнир Винья-дель-Маре (Чили). В апреле завоевал свой 10-й одиночный титул ATP на турнире в Мюнхене. На Открытом чемпионате Франции выходит в четвертьфинал, где проигрывает Роджеру Федереру 6-2, 2-6, 3-6, 4-6. В августе принял участие во второй своей Олимпиаде. На олимпийском теннисном турнире в Пекине в одиночном разряде Гонсалес смог выиграть серебряную медаль, дойдя до финала. Таким образом Гонсалес показал уникальное достижение, выиграв на Олимпийских играх по медали каждого достоинства. В новейшей истории тенниса (с 1988 года) это никому ранее не удавалось.
История выступления на Олимпийском турнире 2008 года
| Стадия | Соперник (посев)   | Рейтинг | Счёт             |
| 1 круг | Сунь Пэн           | 534     | 6-4, 6-4         |
| 2 круг | Марин Чилич        | 33      | 6-4, 6-2         |
| 3 круг | Оливье Рохус       | 72      | 6-0, 6-3         |
| 1/4    | Поль-Анри Матьё    | 26      | 6-4, 6-4         |
| 1/2    | Джеймс Блейк (8)   | 7       | 4-6, 7-5, 11-9   |
| Финал  | Рафаэль Надаль (2) | 2       | 3-6, 6-7(2), 3-6 |

2009-10
В 2009 году начинает с Австралийского чемпионата, где доходит до четвёртого раунда, уступив там Рафаэлю Надалю. В феврале в четвёртый раз выиграл турнир в Винья-дель-Маре. В апреле дошёл до полуфинала на турнире в Барселоне. Затем вышел в полуфинал Мастерса в Риме. На Открытом чемпионате Франции Гонсалес смог выйти в полуфинал. В четвертьфинале турнира он переиграл № 3 в мире Энди Маррея 6-3, 3-6, 6-0, 6-4. В упорной борьбе за выход в финал он все же уступает шведу Робину Сёдерлингу 3-6, 5-7, 7-5, 6-4, 4-6. В начале августа выходит в полуфинал в Вашингтоне. На Открытом чемпионате США, обыграв в том числе Томаша Бердыха и Жо-Вильфрида Тсонга, выходит в четвертьфинал. Осенью лишь один раз попадает в полуфинал на турнире в Куала-Лумпуре.
На Открытом чемпионате Австралии 2010 года его результатом становится выход в четвёртый раунд. На турнире в Сантьяго, который ранее проводился в Винья-дель-Маре, дошёл до полуфинала. Такого же результата Гонсалес добился в Акапулько. 21 сентября 2010 года Гонсалес объявил, что ему потребуется операция из-за травмы правого бедра и, возможно, колена и процедура восстановления займёт около 8-9 месяцев.
2011-12
Возвращение Фернандо Гонсалеса после травмы состоялось в конце апреля 2011 года на турнире в Белграде, где он вышел во второй раунд. Первым после перерыва турниром Большого шлема стал Уимблдон, где он выходит в третий раунд. После возвращения былые результаты так и не приходили к Гонсалесу. Он лишь однажды попал в четвертьфинал турнира ATP (В феврале 2012 года в Буэнос-Айресе). Так и не сумев восстановиться из-за многочисленных травм, Фернандо объявил, что завершает карьеру. Попрощался с профессиональным теннисом Гонсалес после поединка первого круга турнира серии Мастерс в Майами 22 марта 2012 года, уступив французу Николя Маю со счётом 5-7, 6-4, 6-7(3).

## Рейтинг на конец года
| Год  | Одиночный рейтинг | Парный рейтинг |
| 2012 | 509               |                |
| 2011 | 298               |                |
| 2010 | 68                | 154            |
| 2009 | 11                | 91             |
| 2008 | 15                | 290            |
| 2007 | 7                 | 102            |
| 2006 | 10                | 95             |
| 2005 | 11                | 25             |
| 2004 | 23                | 67             |
| 2003 | 35                | 128            |
| 2002 | 18                | 229            |
| 2001 | 139               | 650            |
| 2000 | 115               | 363            |
| 1999 | 412               | 577            |
| 1998 | 580               | 880            |
| 1997 | 1057              | 941            |
| 1996 | 1269              | 1259           |

По данным официального сайта ATP на последнюю неделю года.

## Выступления на турнирах

### Финалы турниров Большого Шлема в одиночном разряде (1)

#### Поражения (1)
| №  | Год  | Турнир                       | Покрытие | Соперник       | Счёт           |
| 1. | 2007 | Открытый чемпионат Австралии | Хард     | Роджер Федерер | 6-7(2) 4-6 4-6 |

### Финалы Олимпийских турниров в одиночном разряде (1)

#### Поражения (1)
| №  | Год  | Турнир       | Покрытие | Соперник в финале | Счет           |
| 1. | 2008 | Пекин, Китай | Хард     | Рафаэль Надаль    | 3-6 6-7(2) 3-6 |

### Финалы турнировATPв одиночном разряде (22)

#### Победы (11)
| Титулы (до/после 2009)                  |
| --------------------------------------- |
| Турниры Большого Шлема (0)              |
| Кубок Мастерс / Финал Мирового тура (0) |
| Олимпийские игры (0+1)                  |
| ATP Masters 1000 (0)                    |
| ATP International Gold / ATP 500 (0)    |
| ATP International / ATP 250 (11+2)      |

| Титулы по покрытиям | Титулы по месту проведения матчей турнира |
| ------------------- | ----------------------------------------- |
| Хард (2+1)          | Зал (1+2)                                 |
| Грунт (8+1)         | Зал (1+2)                                 |
| Трава (0)           | Открытый воздух (10+1)                    |
| Ковёр (1+1)         | Открытый воздух (10+1)                    |

| №   | Дата             | Турнир                   | Покрытие | Соперник в финале | Счёт               |
| 1.  | 8 мая 2000       | Орландо, США             | Грунт    | Николас Массу     | 6-2 6-3            |
| 2.  | 18 февраля 2002  | Винья-дель-Мар, Чили     | Грунт    | Николас Лапентти  | 6-3 6-7(5) 7-6(4)  |
| 3.  | 29 сентября 2002 | Палермо, Италия          | Грунт    | Хосе Акасусо      | 5-7 6-3 6-1        |
| 4.  | 15 февраля 2004  | Винья-дель-Мар, Чили (2) | Грунт    | Густаво Куэртен   | 7-5 6-4            |
| 5.  | 15 января 2005   | Окленд, Новая Зеландия   | Хард     | Оливье Рохус      | 6-4 6-2            |
| 6.  | 24 июля 2005     | Амерсфорт, Нидерланды    | Грунт    | Агустин Кальери   | 7-5 6-3            |
| 7.  | 30 октября 2005  | Базель, Швейцария        | Ковёр(i) | Маркос Багдатис   | 6-7(8) 6-3 7-5 6-4 |
| 8.  | 16 сентября 2007 | Пекин, Китай             | Хард     | Томми Робредо     | 6-1 3-6 6-1        |
| 9.  | 3 февраля 2008   | Винья-дель-Мар, Чили (3) | Грунт    | Хуан Монако       | Без игры           |
| 10. | 4 мая 2008       | Мюнхен, Германия         | Грунт    | Симоне Болелли    | 7-6(4) 6-7(4) 6-3  |
| 11. | 8 февраля 2009   | Винья-дель-Мар, Чили (4) | Грунт    | Хосе Акасусо      | 6-1 6-3            |

#### Поражения (11)
| №   | Дата             | Турнир                       | Покрытие | Соперник в финале | Счёт           |
| 1.  | 21 октября 2002  | Базель, Швейцария            | Ковёр(i) | Давид Налбандян   | 4-6 3-6 2-6    |
| 2.  | 28 июля 2003     | Вашингтон, США               | Хард     | Тим Хенмен        | 3-6 4-6        |
| 3.  | 29 сентября 2003 | Мец, Франция                 | Хард     | Арно Клеман       | 3-6 6-1 3-6    |
| 4.  | 12 июля 2004     | Амерсфорт, Нидерланды        | Грунт    | Мартин Веркерк    | 6-7(5) 6-4 4-6 |
| 5.  | 31 января 2005   | Винья-дель-Мар, Чили         | Грунт    | Гастон Гаудио     | 3-6 4-6        |
| 6.  | 15 октября 2006  | Вена, Австрия                | Хард(i)  | Иван Любичич      | 3-6 4-6 5-7    |
| 7.  | 23 октября 2006  | Мадрид, Испания              | Хард(i)  | Роджер Федерер    | 5-7 1-6 0-6    |
| 8.  | 23 октября 2006  | Базель, Швейцария (2)        | Ковёр    | Роджер Федерер    | 3-6 2-6 6-7(3) |
| 9.  | 28 января 2007   | Открытый чемпионат Австралии | Хард     | Роджер Федерер    | 6-7(2) 4-6 4-6 |
| 10. | 7 мая 2007       | Рим, Италия                  | Грунт    | Рафаэль Надаль    | 2-6 2-6        |
| 11. | 11 августа 2008  | Олимпиада                    | Хард     | Рафаэль Надаль    | 3-6 6-7(2) 3-6 |

### Финалы Олимпийских турниров в парном разряде (1)

#### Победы (1)
| №  | Год  | Турнир        | Покрытие | Партнёр       | Соперники в финале           | Счёт                   |
| 1. | 2004 | Афины, Греция | Хард     | Николас Массу | Николас Кифер Райнер Шуттлер | 6-2 4-6 3-6 7-6(7) 6-4 |

### Финалы турнировATPв парном разряде (4)

#### Победы (3)
| №  | Дата            | Турнир            | Покрытие | Партнёр         | Соперники в финале            | Счёт                   |
| 1. | 22 августа 2004 | Олимпиада         | Хард     | Николас Массу   | Николас Кифер Райнер Шуттлер  | 6-2 4-6 3-6 7-6(7) 6-4 |
| 2. | 4 апреля 2005   | Валенсия, Испания | Грунт    | Мартин Родригес | Лукас Арнольд Кер Мариано Худ | 6-4 6-4                |
| 3. | 24 октября 2005 | Базель, Швейцария | Ковёр    | Агустин Кальери | Стивен Хасс Уэсли Муди        | 7-5 7-5                |

#### Поражения (1)
| №  | Дата        | Турнир                | Покрытие | Партнёр       | Соперники в финале      | Счёт    |
| 1. | 18 июл 2005 | Амерсфорт, Нидерланды | Грунт    | Николас Массу | Мартин Гарсия Луис Орна | 4-6 4-6 |

### Финалы командных турниров (2)

#### Победы (2)
| №  | Год  | Турнир               | Команда                                 | Соперник в финале                                          | Счёт |
| 1. | 2003 | Командный Кубок мира | Чили · М. Риос, Ф. Гонсалес, Н. Массу   | Чехия · И. Новак, Р. Штепанек                              | 2-1  |
| 2. | 2004 | Командный Кубок мира | Чили · А. Гарсия, Ф. Гонсалес, Н. Массу | Австралия · У. Артурс, М. Филиппуссис, П. Хенли, Л. Хьюитт | 2-1  |

## История выступлений на турнирах
| Турнир                       | 2000          | 2001          | 2002          | 2003          | 2004          | 2005          | 2006          | 2007          | 2008          | 2009                    | 2010                    | 2011                    | 2012                    | Итог   | В/П за карьеру |
| ---------------------------- | ------------- | ------------- | ------------- | ------------- | ------------- | ------------- | ------------- | ------------- | ------------- | ----------------------- | ----------------------- | ----------------------- | ----------------------- | ------ | -------------- |
| Турниры Большого Шлема       |               |               |               |               |               |               |               |               |               |                         |                         |                         |                         |        |                |
| Открытый чемпионат Австралии | -             | 1P            | 4P            | 2P            | 1P            | 3P            | 1P            | Ф             | 3Р            | 4Р                      | 4Р                      | -                       | -                       | 0 / 10 | 20-10          |
| Открытый чемпионат Франции   | К             | 2P            | 3P            | 1/4           | 1P            | 3Р            | 2Р            | 1Р            | 1/4           | 1/2                     | 2P                      | -                       | -                       | 0 / 10 | 20-10          |
| Уимблдон                     | -             | К             | 2P            | 1P            | 3P            | 1/4           | 3P            | 3P            | 2P            | 3P                      | -                       | 3P                      | -                       | 0 / 9  | 16-9           |
| Открытый чемпионат США       | 2P            | К             | 1/4           | 3P            | 1P            | 3P            | 3P            | 1P            | 4P            | 1/4                     | 1P                      | 1P                      | -                       | 0 / 11 | 18-11          |
| Итог                         | 0 / 1         | 0 / 2         | 0 / 4         | 0 / 4         | 0 / 4         | 0 / 4         | 0 / 4         | 0 / 4         | 0 / 4         | 0 / 4                   | 0 / 3                   | 0 / 2                   | 0 / 0                   | 0 / 40 |                |
| В/П в сезоне                 | 1-1           | 1-2           | 10-4          | 7-4           | 2-4           | 10-4          | 5-4           | 8-4           | 10-4          | 14-4                    | 4-3                     | 2-2                     | 0-0                     |        | 74-40          |
| Итоговые турниры             |               |               |               |               |               |               |               |               |               |                         |                         |                         |                         |        |                |
| Финал мирового тура ATP      | -             | -             | -             | -             | -             | Группа        | -             | Группа        | -             | -                       | -                       | -                       | -                       | 0 / 2  | 2-3            |
| Олимпийские игры             |               |               |               |               |               |               |               |               |               |                         |                         |                         |                         |        |                |
| Летняя олимпиада             | -             | Не проводился | Не проводился | Не проводился | III           | Не проводился | Не проводился | Не проводился | II            | Не проводился           | Не проводился           | Не проводился           | -                       | 0 / 2  | 10-2           |
| Турниры Мастерс              |               |               |               |               |               |               |               |               |               |                         |                         |                         |                         |        |                |
| Индиан-Уэллc                 | -             | -             | 2Р            | 1Р            | 3Р            | 4Р            | 2Р            | 4Р            | 2Р            | 4Р                      | -                       | -                       | -                       | 0 / 8  | 8-8            |
| Майами                       | -             | -             | 4Р            | 2Р            | 1/2           | 3Р            | 3Р            | 3Р            | 3Р            | 3Р                      | 4Р                      | -                       | 1Р                      | 0 / 10 | 13-10          |
| Монте-Карло                  | -             | -             | 1Р            | 1Р            | 1Р            | 3Р            | 1/2           | 2Р            | -             | -                       | -                       | -                       | -                       | 0 / 6  | 6-6            |
| Гамбург                      | -             | -             | 2Р            | 1/4           | 3Р            | 2Р            | 3Р            | 1/4           | -             | Не турнир серии Мастерс | Не турнир серии Мастерс | Не турнир серии Мастерс | Не турнир серии Мастерс | 0 / 6  | 11-6           |
| Рим                          | -             | -             | 3Р            | -             | 2Р            | 1Р            | 1/4           | Ф             | 3Р            | 1/2                     | -                       | -                       | -                       | 0 / 7  | 16-6           |
| Торонто/Монреаль             | -             | -             | 1Р            | 1Р            | 3Р            | 1Р            | 1/2           | 2Р            | 2Р            | 3Р                      | -                       | -                       | -                       | 0 / 8  | 9-8            |
| Цинциннати                   | К             | -             | 1/2           | 2Р            | 2Р            | 3Р            | 1/2           | 2Р            | 2Р            | 1Р                      | -                       | -                       | -                       | 0 / 8  | 12-8           |
| Мадрид                       | -             | -             | 2Р            | 1Р            | 2Р            | 1/4           | Ф             | 1/4           | 2Р            | -                       | -                       | -                       | -                       | 0 / 7  | 8-7            |
| Шанхай                       | Не проводился | Не проводился | Не проводился | Не проводился | Не проводился | Не проводился | Не проводился | Не проводился | Не проводился | 3Р                      | -                       | -                       | -                       | 0 / 1  | 2-1            |
| Париж                        | -             | -             | 1Р            | 1Р            | 2Р            | 2Р            | 2Р            | 2Р            | -             | 3Р                      | -                       | -                       | -                       | 0 / 7  | 1-7            |
| Статистика за карьеру        |               |               |               |               |               |               |               |               |               |                         |                         |                         |                         |        |                |
| Проведено финалов            | 1             | 0             | 3             | 2             | 2             | 4             | 3             | 3             | 3             | 1                       | 0                       | 0                       | 0                       |        | 22             |
| Выиграно турниров АТП        | 1             | 0             | 2             | 0             | 1             | 3             | 0             | 1             | 2             | 1                       | 0                       | 0                       | 0                       |        | 11             |
| В/П: всего                   | 9-5           | 5-10          | 40-22         | 37-24         | 42-21         | 49-23         | 49-22         | 37-24         | 39-15         | 39-16                   | 15-9                    | 3-5                     | 3-4                     |        | 370-202        |
| Σ % побед                    | 64 %          | 33 %          | 65 %          | 61 %          | 67 %          | 68 %          | 69 %          | 61 %          | 72 %          | 71 %                    | 63 %                    | 38 %                    | 43 %                    |        | 65 %           |